# Osram Continental
Die Osram Continental GmbH ist ein Equity Joint Venture der Technologieunternehmen Osram und Continental, das seit Juli 2018 weltweit tätig ist. Osram Continental kombiniert die Expertise von Osram in der Beleuchtungstechnik mit dem Fachwissen von Continental in Elektronik und Sensorik und entwickelt intelligente Lichtlösungen für die Automobilbranche. Osram und Continental sind mit jeweils 50 Prozent am Unternehmen beteiligt, das mit rund 1.500 Mitarbeitern an 15 Standorten weltweit vertreten ist. Der Hauptsitz von Osram Continental ist in München. Im September 2020 haben die Muttergesellschaften Osram und Continental beschlossen, Verhandlungen über die Zukunft des Joint Ventures aufzunehmen und die Rückführung des Unternehmens in die Muttergesellschaften einzuleiten.

## Standorte
Osram Continental betreibt in Deutschland Standorte in Berlin, Garching, Herbrechtingen, München sowie Regensburg und ist in Europa zudem in Wien, Toulouse, Treviso und Iași vertreten. In den USA bestehen Unternehmensstandorte in Hendersonville, Hillsboro und Troy. In Asien operiert Osram Continental im indischen Bangalore sowie in China in Shanghai und Kunshan. Im April 2019 wurde ein weiterer Standort im mexikanischen Guadalajara eröffnet. Im Oktober 2019 wurde bekannt, dass sich Osram Continental in Form des Entwicklungsteams aus Berlin zurückziehen wird. Der Entwicklungsbereich in Berlin wurde per Mitteilung zum 30. Juni 2020 geschlossen. „Wir haben uns entschieden, keine weitere Generation unserer Lasermodule für das Zusatzfernlicht zu entwickeln, da der Markt für diese Nischenanwendung sehr limitiert ist“, hieß es in einem Statement des Unternehmens.

## Produkte
Osram Continental entwickelt halbleiterbasierte Lichtmodule für die Front-, Heck- und Innenbeleuchtung sowie Lichtsteuereinheiten für Automobilhersteller und Zulieferer. Zum Portfolio zählen unter anderem LED-Module für hochauflösende, adaptive Matrix-Scheinwerfer, die zusammen mit Lasertechnologie und digitalen Komponenten für eine erhöhte Sicherheit sorgen. Durch die digitale Steuerung dieses Systems reduziert sich die Komplexität im Aufbau des Scheinwerfers und bietet demnach mehr Gestaltungsmöglichkeiten im Frontbereich des Autos. Im März 2019 stellte Gumpert Aiways auf dem Genfer Auto-Salon seinen Methanol-Elektro-Sportwagen „Nathalie“ vor, in dessen Frontscheinwerfern ein LED-Bifunktionsprojektor von Osram Continental zum Einsatz kommt.
Sensorfusion, eine moderne Scheinwerferlösung mit adaptiven Fahrlicht, ist ein weiteres Produkt von Osram Continental. Hier erfassen Sensoren mithilfe von Kameras, Radar und unsichtbarem Infrarotlicht die Umwelt. Aus der Fusion dieser Daten entsteht dann ein detailliertes Modell der Fahrzeugumgebung und -bewegung, das an die Scheinwerfersysteme übermittelt und darauf basierend die Lichtverteilung gezielt verändern kann. Hier setzt Osram Continental auf lernende Systeme, die standardisierte Fahrsituationen erkennen und in intelligente Reaktionen des Systems überführen.
Osram Continental entwickelt außerdem Lichtprojektionen, deren Einsatz das Fahrzeug sowie seine Umgebung in eine Leinwand für Mobilitätsanbieter und OEMs verwandelt. Dabei wird zwischen statischen, halbdynamischen und dynamischen Projektionslösungen unterschieden. Während statische Projektlösungen Logos oder andere komplexe Strukturen bewegungslos projizieren, animieren halbdynamische Projektionslösungen verschiedene Symbole und Grafiken und ermöglichen dadurch beispielsweise die aufbauende Anzeige eines Blinkers. Bei dynamischen Projektionslösungen werden Inhalte in Echtzeit angepasst. Damit sind sie ideal für Misch-Verkehrsszenarien, in denen sich autonome und personengesteuerte Fahrzeuge, Fußgänger und Radfahrer die Straße teilen. Durch weitere Projektionen im Innenraum setzt das Unternehmen außerdem auf zusätzlichen Komfort und Wohlbefinden für den Fahrer.

## Zukunft von Osram Continental
Am 3. Juli 2020 berichtete die WirtschaftsWoche über eine ungewisse Zukunft von Osram Continental. Das Management der beiden Unternehmen führt bereits seit Beginn des Jahres 2020 ergebnisoffene Gespräche über die Weiterführung des Joint Ventures. Dabei ist zu betonen, dass Osram Continental als defizitär gilt und den angestrebten Umsatz in einem mittleren dreistelligen Millionen-Bereich bisher deutlich verfehlt hat. So haben Osram und Continental die jeweiligen Anteile an dem Joint Venture bereits im vergangenen Jahr 2019 abgeschrieben. Osram hat hierbei auf das Gemeinschaftsunternehmen im 4. Quartal 2019 eine Wertberichtigung von 171 Millionen Euro vorgenommen (insg. lag die Wertberichtigung bei Osram im Jahr 2019 bei 210 Millionen Euro). Das Handelsblatt berichtet in diesem Zusammenhang, dass das Joint Venture Osram Continental bisher nur Ärger und Verluste einbrachte. Experten gehen hierbei von einer negativen operativen Umsatzrendite im zweistelligen Bereich aus.
Im September 2020 haben die Muttergesellschaften Osram und Continental beschlossen, Verhandlungen über eine Transformation von Osram Continental und die Rückführung des von ihnen in das Joint Venture eingebrachten Geschäfts in ihre eigenen Unternehmen aufzunehmen. Grund dafür ist die schwierige Marktsituation, die durch die Corona-Krise verschärft worden ist. Um die Innovationen und Projekte von Osram Continental zeitgerecht in Serie zu bringen, werden alle Parteien gemeinsam die Kontinuität der Projektumsetzung und die dazu erforderlichen Kompetenzen sicherstellen. Die Umstrukturierung wird erst ab Oktober 2021 in Kraft treten. Bis dahin wird Osram Continental als unabhängiges Unternehmen weiter in Betrieb sein.